# Сант'Амброђо сул Гариљано
Сант'Амброђо сул Гариљано (итал. Sant'Ambrogio sul Garigliano) је насеље у Италији у округу Фрозиноне, региону Лацио.
Према процени из 2011. у насељу је живело 622 становника. Насеље се налази на надморској висини од 92 м.

## Становништво
Према резултатима пописа становништва 2011. у општини је живело 994 становника.
| 1931. | 1936. | 1951. | 1961. | 1971. | 1981. | 1991. | 2001. | 2011. |
| ----- | ----- | ----- | ----- | ----- | ----- | ----- | ----- | ----- |
| 1.407 | 1.458 | 1.311 | 1.160 | 981   | 1.031 | 1.025 | 984   | 994   |

## Партнерски градови
- Сежана, Sant'Ambrogio di Torino, Sant'Ambrogio di Valpolicella